# Isola Adams (Massachusetts)
L'isola Adams era un'isola del Massachusetts, negli Stati Uniti, che venne definitivamente sommersa nel 1980.

## Storia
Un tempo Adams era parte dell'isola Tuckernuck. Divenne un'isola vera e propria nel 1902, quando un noreaster ne causò la separazione da Tuckernuck. In quell'occasione venne a formarsi anche un'altra isola, chiamata Tombolo.
Nel 1907 si era quasi congiunta con l'isola di Muskeget, ma ciò non accadde perché il mare formò un canale stretto e profondo che le mantenne separate.
Nel 1910 le dimensioni dell'isola vennero ridotte notevolmente da una tempesta tropicale e da un ulteriore noreaster autunnale. Nel 1920 la lunghezza dell'isola non raggiungeva i 400 m. Nel 1950, non ne rimanevano che poco meno di dieci e nel 1980 era già scomparsa del tutto.
Sin dal 1983, alcuni residenti di Nantucket, che si definiscono Adamites, celebrano annualmente una piccola cerimonia in ricordo dell'isola; tale giorno di commemorazione, sebbene non cada ogni anno nello stesso giorno, è denominato Adams Island Day.